# Marele Premiu de la Detroit
Titlul de Marele Premiu de la Detroit (Marele Premiu al Statelor Unite – Est) a fost aplicat curselor de Formula 1 desfășurate pe circuitul stradal Detroit din Detroit, Michigan, Statele Unite ale Americii din 1982 până în 1988.

## Istoric
În 1982, SUA a devenit prima țară care a găzduit trei Mari Premii ale Campionatului Mondial într-un sezon. Pe lângă Marele Premiu al Vestului Statelor Unite din Long Beach, California și cursele din Las Vegas, noul eveniment a avut loc la Detroit, Michigan, pe un alt traseu stradal care cuprinde Renaissance Center, actualul sediu al General Motors. Aceasta a fost singura dată când au avut loc trei curse de Formula 1 în aceeași țară până în 2020, când Italia a găzduit Marele Premiu al Italiei la Monza, Marele Premiu al Emiliei-Romagna pe Autodromo Internazionale Enzo e Dino Ferrari și Marele Premiu al Toscanei pe Circuitul Mugello. Statele Unite este din nou programată să găzduiască trei curse de Formula 1 începând cu 2023: Marele Premiu al Statelor Unite pe Circuitul Americilor din Austin, Texas, Marele Premiu de la Miami și Marele Premiu al Las Vegasului.

Circuitul stradal din Detroit în 1982

Circuitul original avea șaptesprezece viraje în 4 km, cu un tunel care închidea o curbă delicată pe partea dreaptă lângă râu, și s-a dovedit a fi chiar mai lent decât Monaco. Traseul dur și solicitant a inclus chiar și o trecere a căii ferate. Ediția din 1983 a asistat la ultima victorie pentru motorul Cosworth V8 care fusese introdus în Formula 1 în 1967, iar în 1986, Ayrton Senna a depășit o perforare a anvelopei pentru a câștiga prima din cele cinci curse americane ale sale pe parcursul a șase ani.
Detroit a început prost în 1982 din cauza unor probleme de organizare. Antrenamentul programat pentru joi a fost anulat, iar prima sesiune de calificări de vineri a trebuit să fie amânată. A fost timp pentru doar o sesiune de antrenament de o oră vineri, astfel încât calificările aveau să aibă loc sâmbătă în două sesiuni de o oră, la patru ore distanță. Sâmbătă a fost frig și înnorat, cu o amenințare foarte reală de ploaie, iar aproape toți piloții s-au grăbit pentru a intra pe pista uscată cât au putut, având loc multe învârtiri și ieșiri în decor pe circuitul necunoscut. Sesiunea de după-amiază a fost umedă pe tot parcursul ei, așa cum era de așteptat, iar timpii din sesiunea de dimineață au determinat până la urmă grila.
Cursa și-a câștigat curând reputația de a fi îngrozitor de solicitantă și obositoare, pista foarte accidentată deseori rupându-se sub vremea constantă caldă și foarte umedă; a fost probabil cea mai grea cursă pentru mașină și pilot din Formula 1 în anii 1980 – evenimentul a produs deseori curse de uzură, iar pista îngustă ducea adesea la retragerea unui număr mare de mașini în timpul cursei din cauza defecțiunilor mecanice sau a contactului cu zidurile de beton. Frânele și cutiile de viteze, în special, erau testate până la punctele de rupere – piloții trebuiau să frâneze puternic de mai mult de 20 de ori pe tur și să schimbe viteza de aproximativ 50 până la 60 de ori într-un tur (mașinile aveau cutii de viteze manuale cu cinci trepte în acea perioadă) – timp de 62 de tururi care durau de obicei aproximativ un minut și 45 de secunde, ceea ce însemna că durata unei curse era de aproape două ore. Și la fel ca Monaco, dacă un pilot punea o roată în afara liniei sau făcea chiar și cea mai mică greșeală, pedeapsa era foarte dură și aproape întotdeauna absolută. 1982 și 1983 au fost curse desfășurate la începutul lunii iunie, dar din 1984 până în 1988, cursa a avut loc la sfârșitul lunii iunie, când diferența de temperatură este considerabilă în Detroit pentru un interval de două săptămâni – condițiile meteorologice sunt considerabil mai calde și, în general, mai puțin plăcute pe la sfârșitul lunii iunie. Cel puțin jumătate din grilă s-a retras în fiecare cursă; a fost adesea considerat o realizare dacă un pilot încheia această cursă, cu atât mai mult să o câștige.
Deși vremea și deformarea pistei în 1986 și 1987 nu au fost la fel de intense ca în 1984 și 1985, Detroit a fost scos din calendarul de Formula 1 după 1988, după ce organismul de conducere al F1, FISA, a declarat că zona temporară a boxelor nu era la nivelul standard necesar. FISA și FOCA doreau o instalație permanentă pentru boxe, dar orașul Detroit nu era dispus să cheltuiască banii pentru a construi astfel de facilități. Cursa din 1988 a fost una foarte fierbinte, iar asfaltul circuitul a suferit deformări masive – aceasta a fost cea mai proastă stare în care a fost vreodată circuitul – chiar mai rău decât în 1984 și 1985. Asemenea probleme au apărut adesea, dar dezintegrarea pistei a fost mai gravă în acel an din cauza căldurii și umidității intense. Cursa începuse să devină nepopulară în rândul piloților și, ca urmare, un număr de piloți după ediția din acel an și-au exprimat antipatia față de eveniment. Pentru sezonul 1989, inițial a fost planificată mutarea Marelui Premiu de Formula 1 pe un nou circuit la Belle Isle. Cu toate acestea, nu a putut fi stabilit un acord, iar singurul Marele Premiu american al anului s-a mutat la Phoenix pentru 1989–1991, care a fost cunoscut sub numele oficial de Marele Premiu al Statelor Unite, prima ediție desfășurată sub acest nume după cursa din 1980 de la Watkins Glen în New York.

## Edițiile Marelui Premiu de la Detroit
Toate edițiile s-au desfășurat pe Circuitul Detroit.
| An     | Pole position | Cel mai rapid tur | Pilotul câștigător | Constructorul câștigător | Raport |
| ------ | ------------- | ----------------- | ------------------ | ------------------------ | ------ |
| 1982   | Alain Prost   | Alain Prost       | John Watson        | McLaren-Ford             | Raport |
| 1983   | René Arnoux   | John Watson       | Michele Alboreto   | Tyrrell-Ford             | Raport |
| 1984   | Nelson Piquet | Derek Warwick     | Nelson Piquet      | Brabham-BMW              | Raport |
| 1985   | Ayrton Senna  | Ayrton Senna      | Keke Rosberg       | Williams-Honda           | Raport |
| 1986   | Ayrton Senna  | Nelson Piquet     | Ayrton Senna       | Lotus-Renault            | Raport |
| 1987   | Nigel Mansell | Ayrton Senna      | Ayrton Senna       | Lotus-Honda              | Raport |
| 1988   | Ayrton Senna  | Alain Prost       | Ayrton Senna       | McLaren-Honda            | Raport |
| Sursa: |               |                   |                    |                          |        |

## Statistici

### Multipli câștigători
| Victorii | Pilot        | Ani              |
| -------- | ------------ | ---------------- |
| 3        | Ayrton Senna | 1986, 1987, 1988 |
| Sursa:   |              |                  |

| Victorii | Constructor | Ani        |
| -------- | ----------- | ---------- |
| 2        | Lotus       | 1986, 1987 |
| 2        | McLaren     | 1982, 1988 |
| Sursa:   |             |            |

### Multipli deținători depole position
| Pole-uri | Pilot        | Ani              |
| -------- | ------------ | ---------------- |
| 3        | Ayrton Senna | 1985, 1986, 1988 |

### Multipli deținători de cel mai rapid tur
| CMRT | Pilot        | Ani        |
| ---- | ------------ | ---------- |
| 2    | Ayrton Senna | 1985, 1987 |
| 2    | Alain Prost  | 1982, 1988 |

### Recorduri pe tur
- Calificări: 1:38,301 – Ayrton Senna, Lotus-Renault, 1986
- Cursa: 1:40.464 – Ayrton Senna, Lotus-Honda, 1987